# Геммрігайм
Геммрігайм (нім. Gemmrigheim) — громада в Німеччині, знаходиться в землі Баден-Вюртемберг. Підпорядковується адміністративному округу Штутгарт. Входить до складу району Людвігсбург.
Площа — 8,23 км2. Населення становить 4522 ос. (станом на 31 грудня 2020).